# Dariusz Szubert
Dariusz Szubert, född den 31 oktober 1970 i Białogard, Polen, är en polsk fotbollsspelare som tog OS-silver i fotbollsturneringen vid de olympiska sommarspelen 1992 i Barcelona.